# Demokraticko-republikánská strana
Demokraticko-republikánská strana (Democratic-Republican Party, česky též Demokratičtí republikáni, Jeffersonovi demokrati či prostě Republikáni) byla jedna z nejvýznamnějších politických stran USA, která se zformovala brzo po jejich vzniku. Strana se seskupila okolo osoby Thomase Jeffersona. Strana neměla ustálené a oficiální označení a fungovala poměrně neformálně, protože systém stran v té době teprve vznikal. Po prezidentských volbách v roce 1824 se rozdělila do dvou stran – Demokratická strana a Národní republikánská strana (z té vznikla Strana Whigů, ze které po odchodu některých jejích představitelů, jako byl například Abraham Lincoln, vznikla dnešní Republikánská strana).

## Politika

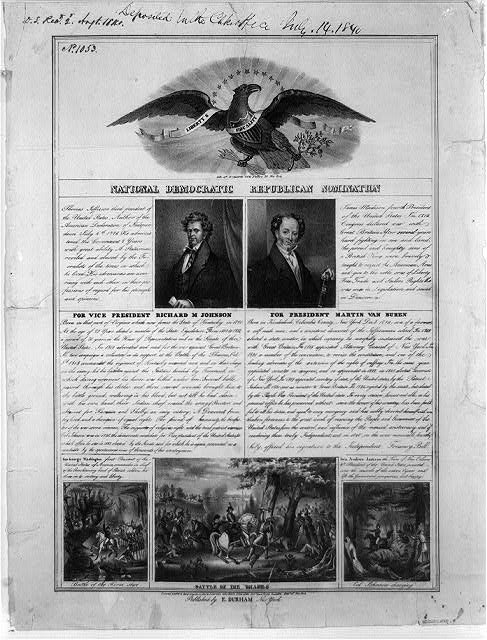
Propagační plakát Demokraticko-republikánské strany

Byla to liberální strana, která prosazovala názor, že lépe se dá vládnout lidem, kteří svobodně uvažují, rozmýšlejí a jednají, než lidem, kteří jsou více pod dozorem státu. Stavěla se proti přílišné centralizaci USA. Strana také prosazovala volební právo pro všechny, bez ohledu na jejich majetek (na rozdíl od strany federalistů). Demokratičtí republikáni rovněž odmítali to, aby stát finančně podporoval vybrané skupiny obyvatel, na úkor jiných. Názorově stáli Demokratičtí republikáni proti Federalistům.

## Volby

### Sněmovna reprezentantů
|                          | Volební rok | Volební rok | Volební rok | Volební rok | Volební rok | Volební rok | Volební rok | Volební rok | Volební rok | Volební rok |
| ------------------------ | ----------- | ----------- | ----------- | ----------- | ----------- | ----------- | ----------- | ----------- | ----------- | ----------- |
|                          | 1788        | 1790        | 1792        | 1794        | 1796        | 1798        | 1800        | 1802        | 1804        | 1806        |
| Federalisté              | 37          | 39          | 51          | 47          | 57          | 60          | 38          | 39          | 25          | 24          |
| Demokratičtí republikáni | 28          | 30          | 54          | 59          | 49          | 46          | 65          | 103         | 116         | 118         |
| Procento republikánů     | 43          | 43          | 51          | 56          | 46          | 43          | 63          | 73          | 82          | 83          |

### Senát

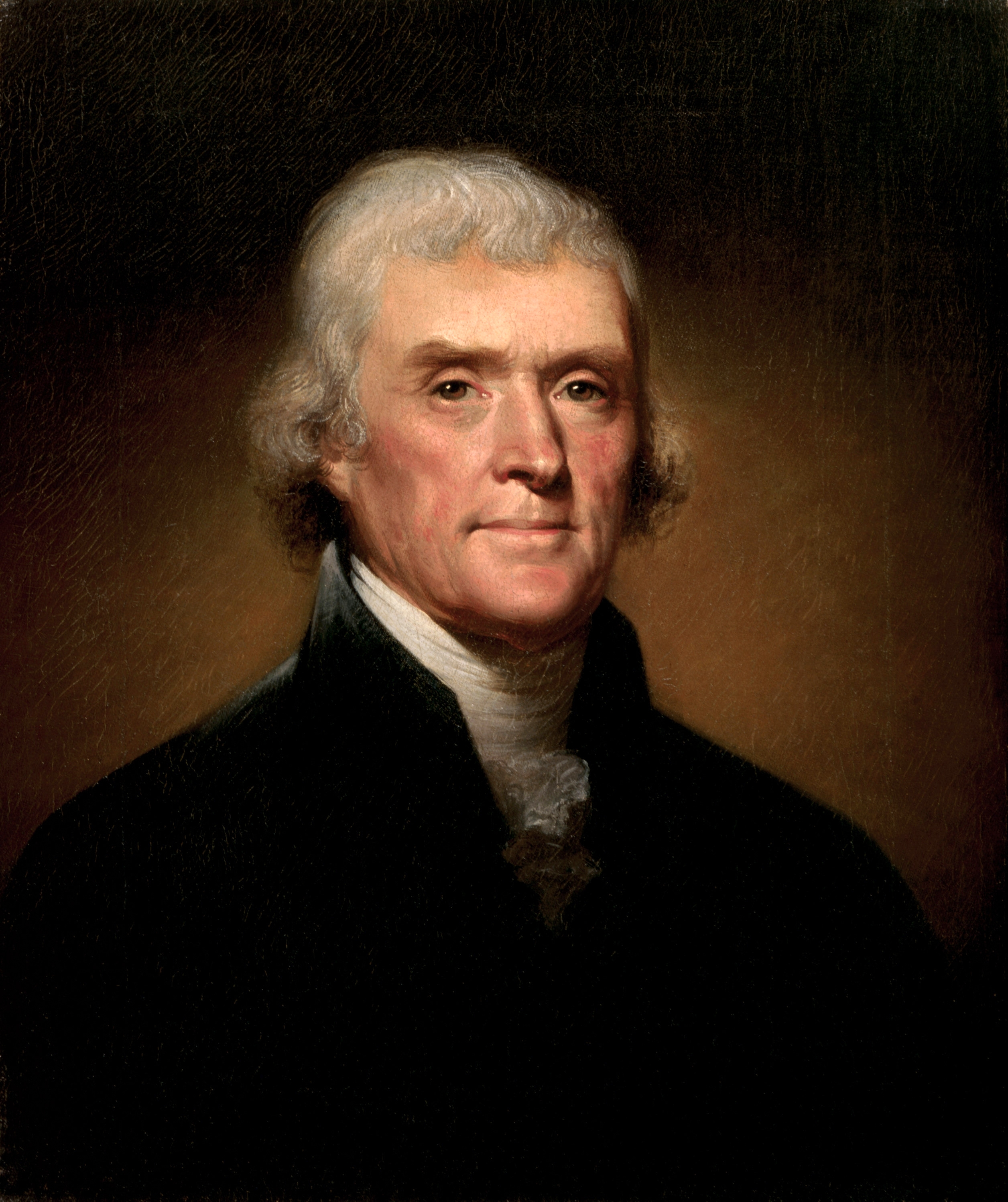
Thomas Jefferson

|                          | Volební rok | Volební rok | Volební rok | Volební rok | Volební rok | Volební rok | Volební rok | Volební rok | Volební rok | Volební rok |
| ------------------------ | ----------- | ----------- | ----------- | ----------- | ----------- | ----------- | ----------- | ----------- | ----------- | ----------- |
|                          | 1788        | 1790        | 1792        | 1794        | 1796        | 1798        | 1800        | 1802        | 1804        | 1806        |
| Federalisté              | 18          | 16          | 16          | 21          | 22          | 22          | 15          | 9           | 7           | 6           |
| Demokratičtí republikáni | 8           | 13          | 14          | 11          | 10          | 10          | 17          | 25          | 17          | 28          |
| Procento republikánů     | 31          | 45          | 47          | 34          | 31          | 31          | 53          | 74          | 71          | 82          |